# الثلمة الوركية الكبرى
الثلمة الوركية الكبرى (بالإنجليزية: Greater sciatic notch)‏ هو شق أو ثلم يقع في عظمة الحرقفة، وهي واحدة من العظام التي تشكل عظام الحوض.

## التشريح
يقع بين الشَّوكَةُ الحَرْقَفِيَّةُ الخَلْفِيَّةُ السُّفْلِيَّة ( من الأعلى)، والشَّوكَةُ الإِسْكِيَّة (من الأسفل). الرباط العجزي الشوكي يحول الثلم إلى فتحة أو فوهة تُدعى الثقبة الوركية الكبرى.

## الحجم
الثلمة الوركية الكبرى أكبر عند النساء (حوالي 74.4 درجة في الإناث)، من عند الرجال (حوالي 50.4 درجة في الذكور).

## الهياكل التي تمر عبره
- العضلة الكمثرية
- الوريد الألوي العلوي
- الشريان الالوي العلوي
- العَصَبُ الأَلَوِيُّ العُلْوِيّ
- الوريد الألوي السفلي
- الشريان الإلوي السفلي
- العصب الألوي السفلي
- العصب الوركي
- العَصَبُ الجِلْدِيُّ الخَلْفِيُّ للفَخِذ
- الشريان الفرجي الغائر
- الوريد الفرجي الغائر
- عصب العضلة السدادية الغائرة
- عصب العضلة المربعة الفخذية